# Travel Channel HD
Travel Channel HD – brytyjski satelitarny kanał telewizyjny o profilu podróżniczym. Program Travel Channel HD jest paneuropejską wersją kanału i nadaje odmienną ramówkę od kanału w standardowej rozdzielczości.
Kanał ma swoją siedzibę w Londynie, nadaje w Wielkiej Brytanii. Kanał został uruchomiony w języku angielskim 15 listopada 2010. Polska wersja językowa kanału jest dostępna od 3 lutego 2011 roku.
Pierwszym operatorem, który wprowadził stację do swojej oferty w Polsce była telewizja kablowa Vectra.